# 北摩爾達維亞的彩色教堂群
北摩爾達維亞的彩色教堂群是指位於羅馬尼亞摩爾達維亞北部蘇恰瓦縣的8座羅馬尼亞正教會的教堂群。大約建設於1487年至1583年之間。這些教堂以其的彩色壁畫聞名，壁畫內容大多是基督受難和復活，以及和鄂圖曼帝國的戰爭的相關內容。北摩爾達維亞的彩色教堂群在1993年被登錄為世界文化遺產，在2010年登錄範圍又更加擴大。

## 外部連結
- Cultural Heritage and Religious Tourism in Bucovina and Moldavia（页面存档备份，存于）
- The Painted Wonders of Bucovina
- Monasteries of Bucovina
- Ten Wonders of Bucovina（页面存档备份，存于）- article with images.
- Painted Churches in Bukovina